# Dollard Ménard
 (septembre 2023).
Si vous disposez d'ouvrages ou d'articles de référence ou si vous connaissez des sites web de qualité traitant du thème abordé ici, merci de compléter l'article en donnant les références utiles à sa vérifiabilité et en les liant à la section « Notes et références ».
Pour les articles homonymes, voir Ménard.
Dollard Ménard, né le 7 mars 1913 à Notre-Dame-du-Lac et mort le 14 janvier 1997 à Montréal, est un militaire québécois.

## Biographie
Il est lieutenant-colonel dans les Forces armées canadiennes lors du débarquement de Dieppe le 19 août 1942 avec 900 hommes sous ses ordres. Il est atteint de balles à 5 reprises lors de l'attaque. Il est alors à la tête des Fusiliers Mont-Royal.
Diplômé de l’École d’état-major, de l’École supérieure de la guerre en France en 1947, il devient attaché aux Affaires extérieures, attaché militaire auprès de l'ambassade du Canada, à Paris, jusqu’en 1951. Il est alors affecté à l'ONU, puis nommé au Cachemire, en tant que chef d’état-major des observateurs chargés de l’application d’un « cessez-le-feu », à la suite de la guerre indo-pakistanaise.
Plus tard, il commande la 3e Brigade et de 1958 à 1962, il est nommé commandant du secteur Est du Québec.
Il décrète en 1958 que la langue française sera dorénavant la langue de commandement pour toutes les unités francophones sous sa direction.
Son fils, Charles, à l'horreur de la famille, met en vente ses médailles militaires en 2005, c'est le philanthrope Ivonis Mazzarolo qui les acquiert pour la somme de 40 000 $.

## Distinctions
- Ordre du service distingué (Royaume-Uni)[1]
- Officier de la Légion d'honneur[1]
- Croix de guerre (France)[1]
- 1992 - Prix Bene Merenti de Patria de la Société Saint-Jean-Baptiste de Montréal[2]
- 1993 - grand officier de l'Ordre national du Québec[1]
- Citoyen d'honneur de la ville de Dieppe[1]

## Hommages
La rue Ménard a été nommée en son honneur, en 1951, dans l'ancienne ville de Sillery, maintenant présente dans la ville de Québec.